# Searby
Searby – wieś w Anglii, w Lincolnshire. Leży 35,4 km od Lincoln i 225,4 km od Londynu.
Searby jest wspomniana w Domesday Book (1086) jako Seurebi/Sourebi.